# Eurata nigricincta
Eurata nigricincta är en fjärilsart som beskrevs av George Francis Hampson 1907. Eurata nigricincta ingår i släktet Eurata och familjen björnspinnare. Inga underarter finns listade i Catalogue of Life.